# Islotes Carbajal
Die Islotes Carbajal (spanisch) sind eine kleine Inselgruppe vor der Loubet-Küste des Grahamlands auf der Antarktischen Halbinsel. Im Laubeuf-Fjord liegen sie unmittelbar nordöstlich der Piñero-Insel und westlich der Covey Rocks.
Argentinische Wissenschaftler benannten sie. Der weitere Benennungshintergrund ist nicht überliefert.